# Большой Аваляк
Большой Аваляк — гора на Южном Урале, в Белорецком районе Башкортостана. Расположена в юго-западной части хребта Аваляк, в 2 км на юго-запад от его высшей вершины горы Абараш-Баш. Высота 1205 м.
Вершина горы конусообразная, склоны крутизной до 20-25 градусов, покрыты смешанным берёзово-еловым лесом. В верхней части каменные россыпи, редколесья, участки горного луга. Окружающая местность малонаселённая. Расположена на территории природного парка Иремель. Ближайший населённый пункт — Николаевка в 11 км на юго-запад.